# Axford (Washington)
Axford az Amerikai Egyesült Államok északnyugati részén, Washington állam Grays Harbor megyéjében elhelyezkedő önkormányzat nélküli település.
Axford postahivatala 1888 és 1904 között működött. A település névadója Mr. Axford telepes.

## Fordítás
- Ez a szócikk részben vagy egészben  az   Axford, Washington című angol Wikipédia-szócikk ezen változatának fordításán alapul.  Az eredeti cikk szerkesztőit annak laptörténete sorolja fel. Ez a jelzés csupán a megfogalmazás eredetét és a szerzői jogokat jelzi, nem szolgál a cikkben szereplő információk forrásmegjelöléseként.